# Vahiny
Vahiny depereti is een plantenetende sauropode dinosauriër, behorend tot de Titanosauriformes, die tijdens het late Krijt leefde op Madagaskar.

## Vondst en naamgeving
Op Madagaskar zijn talloze resten gevonden van Rapetosaurus. In dezelfde lagen als waar deze voorkomt zijn echter ook zeldzamere beenderen te vinden van een andere sauropode soort, ongeveer een tiende van het sauropode materiaal uitmakend, die aangeduid werd als Malagasy Taxon B. Deze bestaan voornamelijk uit langwerpige en afgeplatte staartwervels.
In 2014 benoemden en beschreven Kristina Curry Rogers en Jeffrey Wilson een tweede taxon als de typesoort Vahiny depereti. De geslachtsnaam betekent "vreemdeling", "reiziger" of "bezoeker uit een ver land" in het Malagasi en verwijst naar de verwantschappen van het dier die niet het nauwst zijn met Rapetosaurus maar met sauropoden uit India en Zuid-Amerika. De soortaanduiding eert de Franse paleontoloog Charles Jean Julien Depéret die rond 1900 onderzoek deed op Madagaskar.
Het holotype, UA 9940, in 2005 door Andrew Farke gevonden in een laag van de Maevaranoformatie die dateert uit het Maastrichtien, bestaat uit een hersenpan. Specimina die niet met de hersenpan overlappen, ook bovengenoemde wervels, zijn niet aan de soort toegewezen omdat een verband moeilijk te bewijzen valt. Een toegewezen specimen is FMNH PR 3046, een stuk basioccipitale van een jong dier.

## Beschrijving
De beschrijvers wisten enkele onderscheidende kenmerken vast te stellen. De tubera basilaria, afhangende uitsteeksels van het onderste achterhoofd, worden voornamelijk gevormd door het basioccipitale en nauwelijks door het voorliggende basisfenoïde. De trog tussen de processus basipterygoidei wordt van de tubera basilaria gescheiden door een onderaan verdikt beenweb dat van achteren zichtbaar is. Tussen de processus basipterygoidei en de voorliggende "boeg" van het parasfenoïde liggen aan weerszijden twee paar kanalen die naar boven doodlopen. De boeg van het parasfenoïde heeft een kiel aan de onderzijde en een trog op de bovenzijde. De openingen voor de tweede, derde en vijfde hersenzenuw liggen op één lijn met eronder het foramen metoticum.
Een duidelijk verschil met Rapetosaurus bestaat in de vorm van de tubera basilaria. Bij Vahiny vormen die samen een dunne plaat met onderaan een van achteren bezien schijnbaar rechte rand die naar voren toe zeer geleidelijk overloopt in het basisfenoïde en meer zijwaarts geleidelijk doorloopt in de processus basipterygoidei. Bij Rapetosaurus daarentegen zijn de tubera basilaria smal, zijn ze gescheiden door een scherpe V-vormige inkeping, worden ze van achteren gevormd door het basisfenoïde en staan ze scherp af van de processus basipterygoidei. De tubera basilaria van Vahiny hebben verder de eigenaardigheid dat ze eindigen in zeer verruwde punten, waarin het bot door diepe uithollingen schijnt te zijn geërodeerd. Dat dit geen fosilisatie-effecten zijn, wordt bewezen dat dezelfde verruwingen aanwezig zijn, zij het in mindere mate, bij het toegewezen jonge exemplaar en bij de verwant Jainosaurus.
Mocht het Malagasy Taxon B inderdaad aan Vihany identiek zijn, dan bestaat een verder verschil met Rapetosaurus in meer langwerpige, meer procoele en meer robuuste staartwervels met een rechtere achterrand van de wervelboog.

## Fylogenie
Vahiny werd in 2014 in de Titanosauria geplaatst. De soort is het nauwst verwant aan de Indiase Jainosaurus en de Zuid-Amerikaanse Muyelensaurus en Pitekunsaurus.